# Département Escaut

Landkarte der Départements in der heutigen Benelux-Region

Das Département de l’Escaut (deutsch Departement der Schelde; niederländisch Departement van de Schelde) war ein von 1795 bis 1814 zum französischen Staat gehörendes Département. Benannt war es nach dem Fluss Schelde. Dieses Departement ist nicht zu verwechseln mit dem nördlich liegenden Département des Bouches-de-l’Escaut (Scheldemündungen), das von 1811 bis 1814 ebenfalls zu Frankreich gehörte.

## Geschichte
Das Gebiet kam 1814 zur heute belgischen Provinz Oost-Vlaanderen, ein Teil (Staats-Vlaanderen, Zeeuws Vlaanderen) kam zur niederländischen Provinz Zeeland.

## Gliederung
Hauptort (chef-lieu) des Departements bzw. Sitz der Präfektur war die Stadt Gent. Es war in vier Arrondissements und 41 Kantone, zugleich Friedensgerichtsbezirke, sowie 338 Gemeinden eingeteilt:
| Arrondissement | Hauptorte der Kantone, Sitz der Friedensgerichte                                                               |
| -------------- | --- |
| Gent           | Deinze, Evergem, Gent (4 Kantone), Kruishoutem, Lochristi, Nazareth, Nevele, Oosterzele, Waarschoot, Zomergem  |
| Dendermonde    | Aalst (2 Kantone), Beveren, Dendermonde, Hamme, Lokeren, Sint-Gillis-Waas, Sint-Niklaas, Temse, Wetteren, Zele |
| Eeklo          | Assenede, Axel, Eeklo, Hulst, IJzendijke, Kaprijke, Oostburg, Sluis                                            |
| Oudenaarde     | Brakel, Geraardsbergen, Herzele, Ninove, Oudenaarde (2 Kantone), Ronse, Sint-Maria-Horebeke, Zottegem          |

Das Departement hatte eine Fläche von 3.570 Quadratkilometern und im Jahr 1812 insgesamt 636.438 Einwohner.